# Palazzo Sacchetti
Der Palazzo Sacchetti (ehemals Palazzo Ricci) ist ein aus historischen und künstlerischen Gründen bedeutender Palazzo in der via Giulia 66 in Rom. Er trägt den Namen seiner einstigen Florentiner Eigentümerfamilie Sacchetti.

## Geschichte
Der Architekt Antonio da Sangallo der Jüngere erhielt das Grundstück in der via Giulia 66 von Papst Paul III. und errichtete darauf 1542 für sich ein dreistöckiges Wohnhaus. Er wohnte hier bis zu seinem Tod im Jahre 1546.
Antonios Sohn Orazio da Sangallo verkaufte den Bau sechs Jahre nach dem Tod des Vaters an Kardinal Giovanni Ricci di Montepulciano, der den Palast vom Architekten Nanni di Baccio Bigio auf die heutigen Dimensionen erweitern ließ. Eine Inschrift an der Seitenwand im Vicolo del Cefalo besagt, dass der Palast vom Census 1555 befreit war. 1576 ging der Bau an den Bankier Tiberio Ceoli über.
Nach dem Bankrott der Ceoli wurde der Palazzo 1649 an die aus Florenz stammenden Marchesi Sacchetti verkauft, die das Obergeschoss vollenden ließen und die den Palast noch bis 2015 bewohnten. Nach dem Tod Giulio Sacchettis 2015 wurde das Gebäude an den Bankier und Kunstsammler Robert De Balkany verkauft. Nach dessen Tod wird von Sotheby’s der Palazzo erneut zum Verkauf angeboten.

## Architektur
Der Palazzo zählt zu den schönsten und prächtigsten Palastbauten Roms aus der Zeit der Spätrenaissance.
Erwähnenswert sind insbesondere die Wandmalereien u. a. in den Sälen der Fürstenwohnung, geschaffen von Meistern der Spätrenaissance und des Manierismus. So der Saal der Weltkarten, gestaltet von Francesco Salviati und der Speisesaal mit Fresken von Pietro da Cortona.
Am dritten Fenster im ersten Stock ist der Rest des später abgeschlagenen Wappens Paul III. eingelassen. Das Eingangsportal aus Marmor zur Via Giulia ist an beiden Seiten von drei großen vergitterten Fenstern mit Kniekonsolen umrahmt. An der linken Ecke des Palastes ist ein kleiner Brunnen mit zwei Delphinen in die Hausmauer eingelassen. Dieser nimmt Bezug auf die späteren Eigentümer, die Familie Ceuli.
1660 wurde durch Carlo Rainaldi ein Nymphaeum im Garten des Palazzo errichtet. Dieser Garten hat nach der Tiberregulierung 1870 keinen direkten Zugang zum Tiber mehr.

## Trivia
Die Schriftstellerin Ingeborg Bachmann wohnte seit Ende 1971 in diesem Palazzo; hier ereignete sich jener Brandunfall, an dessen Folgen sie am 17. Oktober 1973 im römischen Krankenhaus Sant’Eugenio verstarb.
In dem Film La Grande bellezza dient der Palazzo Sacchetti in einigen Szenen als Kulisse.

## Bildergalerie

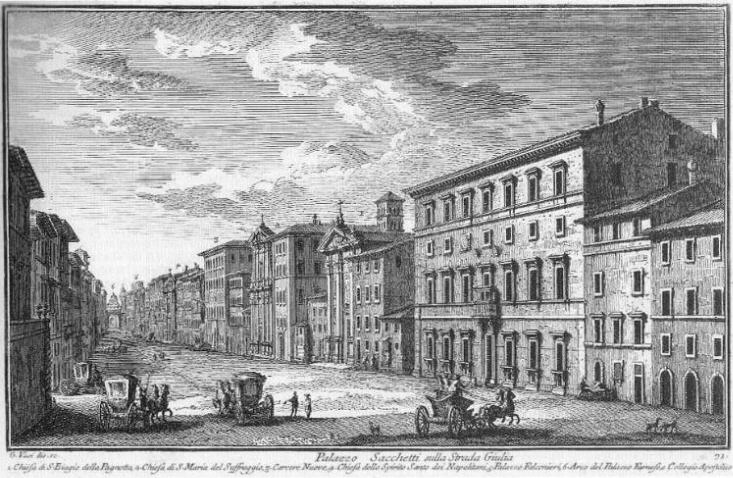
Palazzo Sacchetti: Stich von Giuseppe Vasi 1754
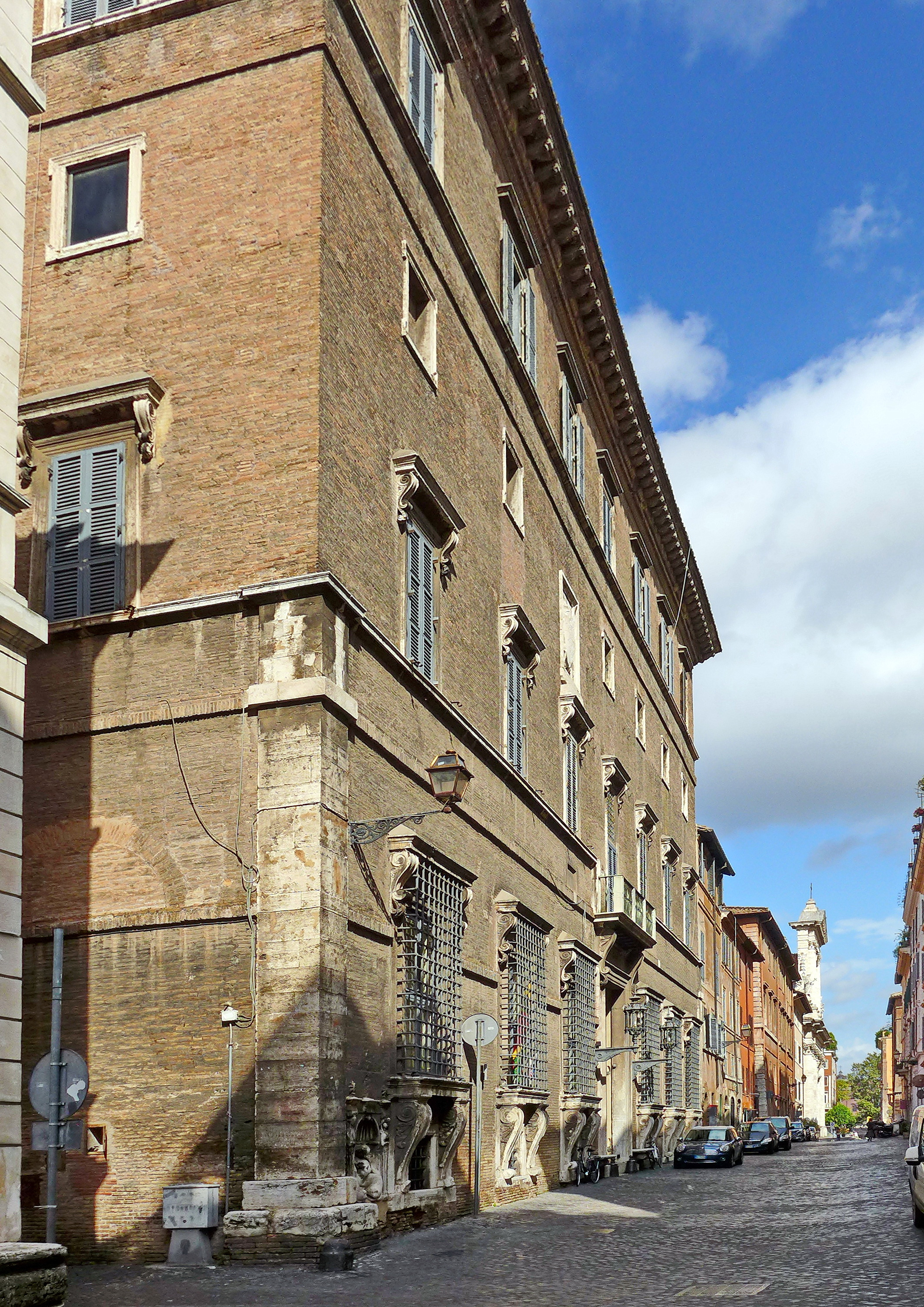
Palazzo Sacchetti
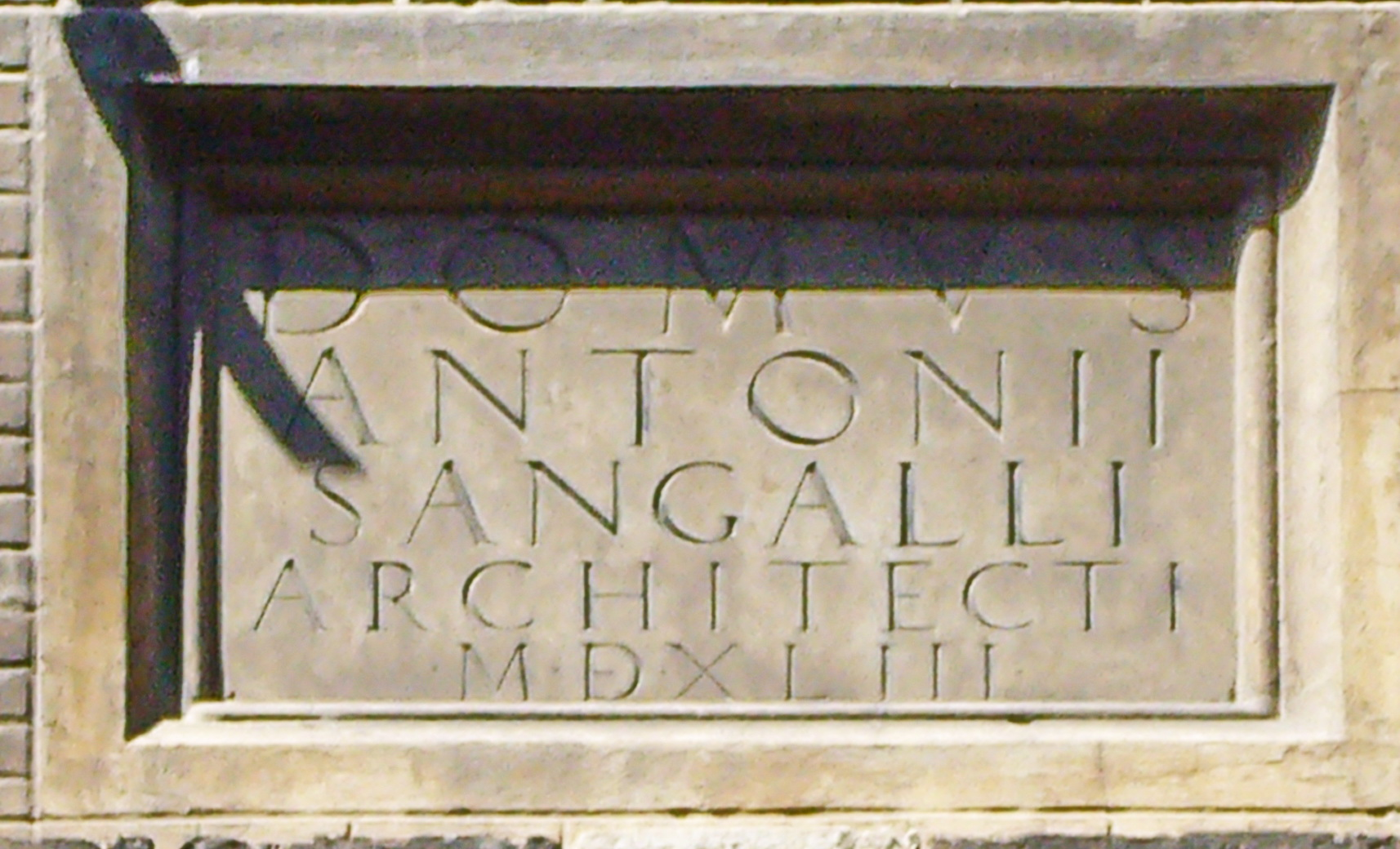
Inschrift Sangallo
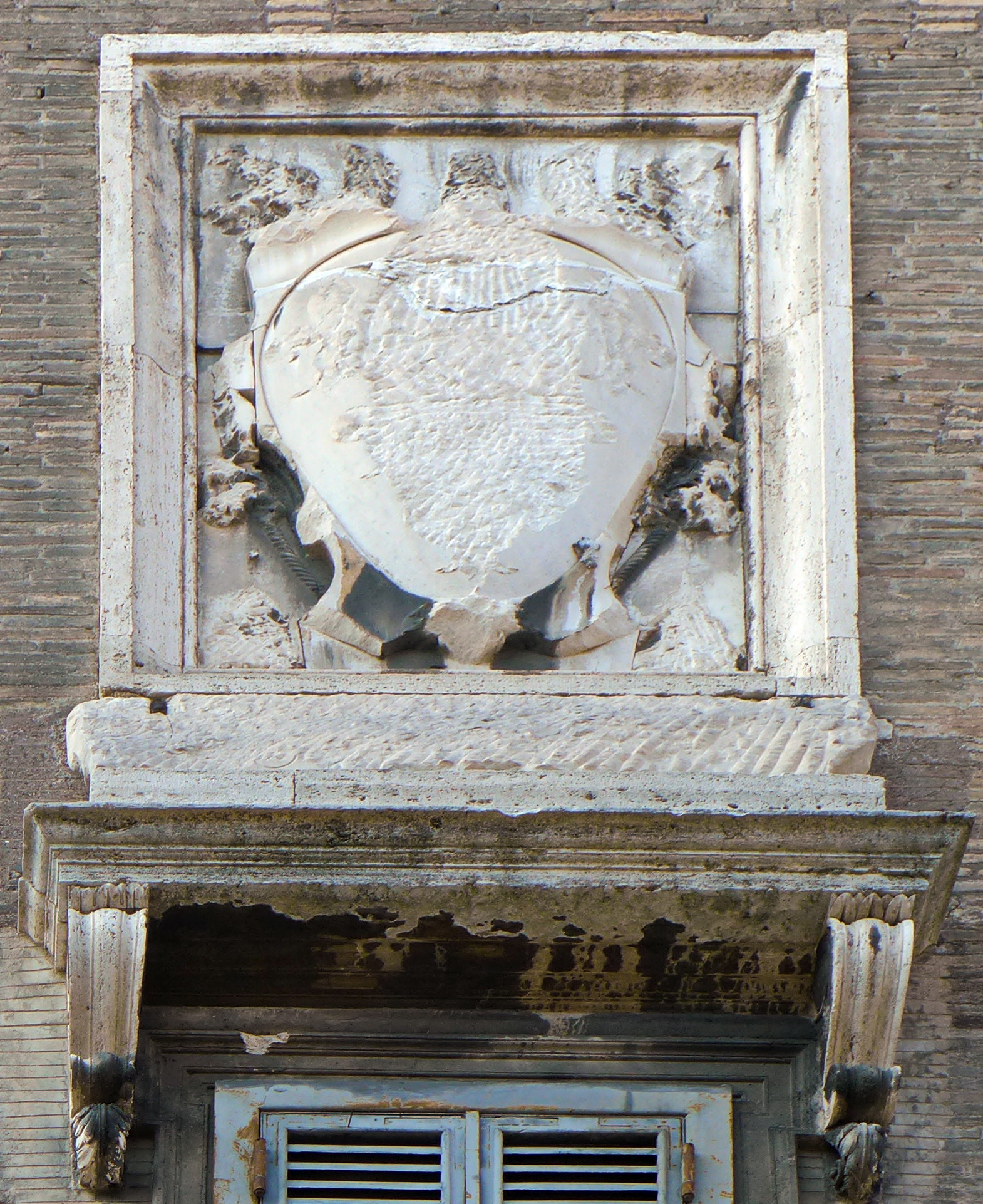
Palazzo Sacchetti; Wappen Paul III.
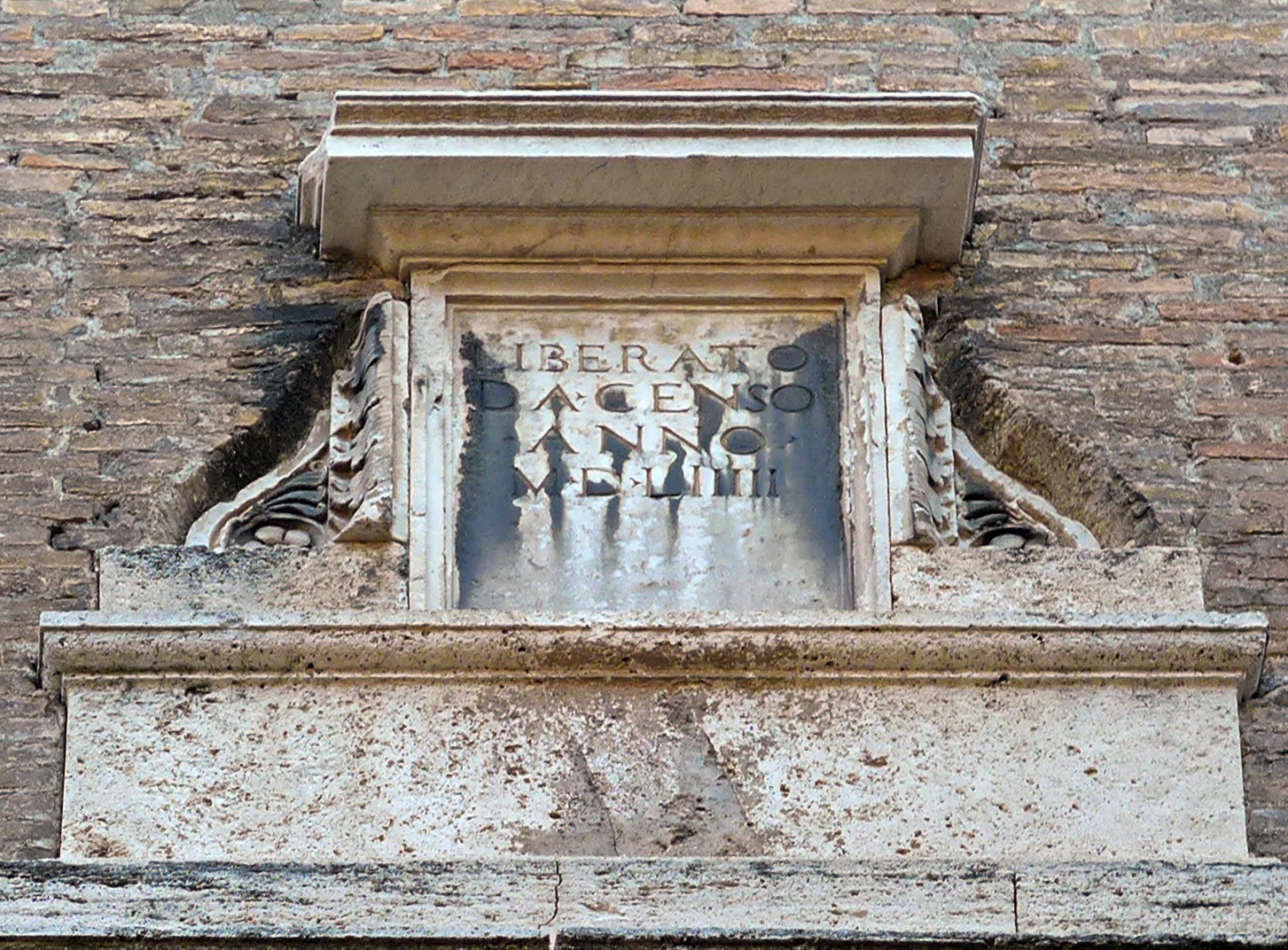
Palazzo Sacchetti; Zensus 1555
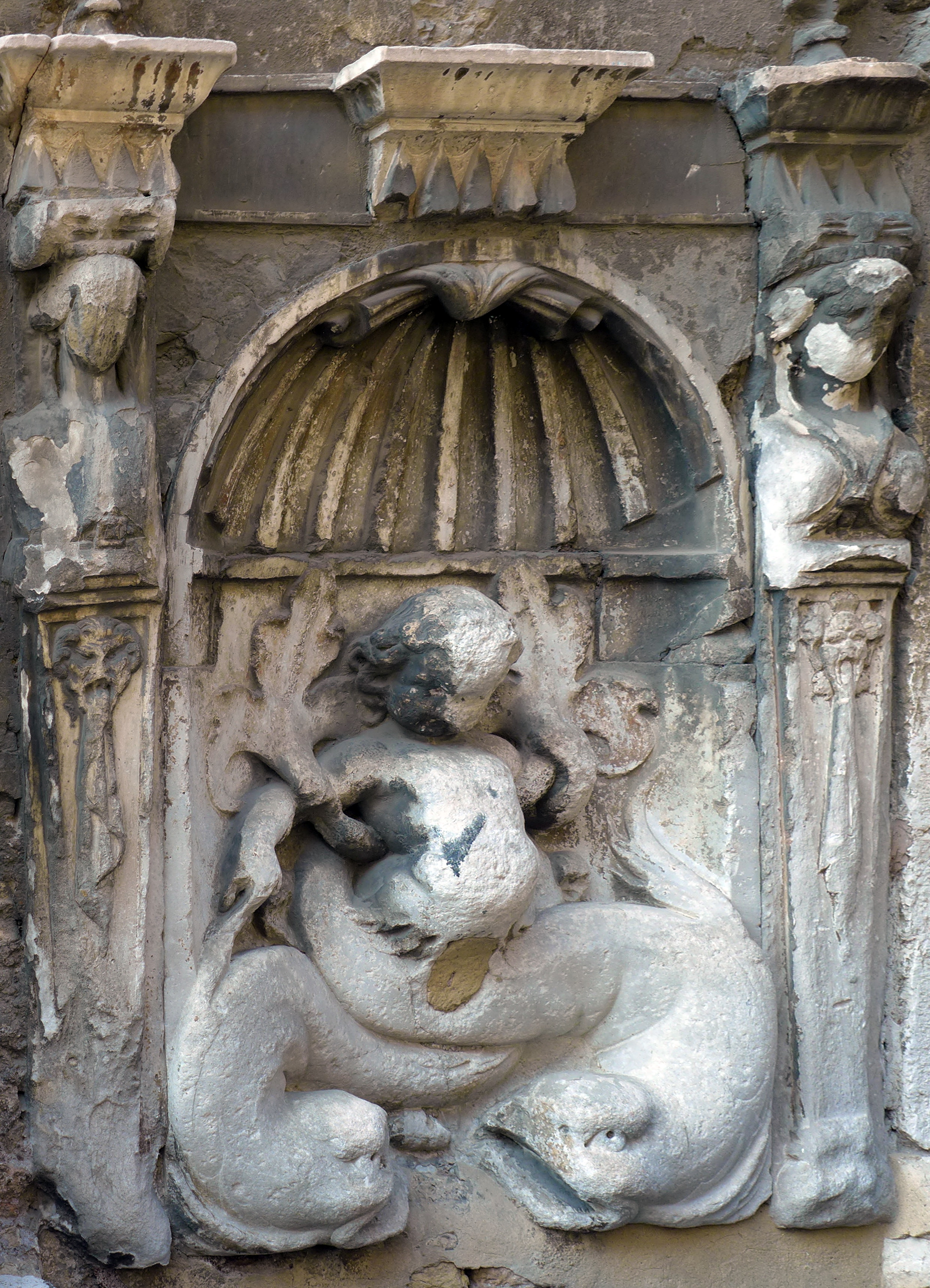
Straßenbrunnen